# Trestní právo procesní
Trestní právo procesní je procesní právní odvětví. Upravuje trestní řízení soudní. Hlavním pramenem českého trestního práva procesního je trestní řád.
Trestní právo procesní stanoví postup příslušných orgánů státu (v Česku orgány činné v trestním řízení) při zjišťování trestných činů, prokazování jejich spáchání konkrétním osobám, ukládání a výkon trestů a ochranných opatření, upravuje zároveň i práva a povinnosti osoby, proti které se trestní řízení vede, jakož i dalších osob, jichž se toto řízení dotýká.